# Letten
För andra betydelser, se Letten (olika betydelser).
Letten är en sjö i Torsby kommun i Värmland och ingår i Göta älvs huvudavrinningsområde. Sjön är 23 meter djup, har en yta på 15,5 kvadratkilometer och är belägen 346,1 meter över havet. Sjön avvattnas av vattendraget Lettan. Vid provfiske har bland annat abborre, gers, gädda och lake fångats i sjön.

## Delavrinningsområde
Letten ingår i det delavrinningsområde (673849-132963) som SMHI kallar för Utloppet av Letten. Medelhöjden är 422 meter över havet och ytan är 74,59 kvadratkilometer. Räknas de 10 avrinningsområdena uppströms in blir den ackumulerade arean 136,44 kvadratkilometer. Lettan som avvattnar avrinningsområdet har biflödesordning 2, vilket innebär att vattnet flödar genom totalt 2 vattendrag innan det når havet efter 467 kilometer. Avrinningsområdet består mestadels av skog (69 procent). Avrinningsområdet har 15,77 kvadratkilometer vattenytor vilket ger det en sjöprocent på 21,1 procent.

## Vattenkraft
Lettens kraftstation invigdes 1956 och används som pumpkraftverk. Fallhöjden är 191 m, effekten 36 MW och produktionen 65 GWh/år.

## Fisk
Vid provfiske har följande fisk fångats i sjön:
- Abborre
- Gärs
- Gädda
- Lake
- Mört
- Sik